# Gbanlin
Gbanlin è un arrondissement del Benin situato nella città di Ouèssè (dipartimento delle Colline) con 14.067 abitanti (dato 2006).